# Froschlöffelgewächse
Die Froschlöffelgewächse (Alismataceae) sind eine Familie in der Ordnung der Froschlöffelartigen (Alismatales) innerhalb der Bedecktsamigen Pflanzen (Magnoliopsida). Die bis zu 100 Arten gedeihen an nassen Standorten oder im Wasser.

## Beschreibung

### Vegetative Merkmale
Die Vertreter der Froschlöffelgewächse sind selten einjährige oder meist ausdauernde krautige Sumpf- oder Wasserpflanzen. Sie bilden manchmal Rhizome mit Endodermis und manchmal Stolonen. Die Pflanzen enthalten Milchsaft. Pflanzenteile sind unbehaart oder mit einfachen, einzelligen bis sternförmigen Trichomen besetzt.
Die Stängel sind nicht chlorophyllhaltig, kurz, aufrecht und kormusartig. Sie verzweigen sympodial. Entlang der Stängel finden sich oft Reste der Gefäßbündel verwelkter Blattstiele. Oftmals werden Rhizome gebildet, die gelegentlich in Knollen enden. Die Wurzeln befinden sich an der Basis der Stängel oder an den unteren Knoten.
Die Laubblätter schwimmen auf dem Wasser oder stehen untergetaucht aufrecht. Sie sind grundständig, aufsitzend oder gestielt und stehen zweireihig, spiralartig zweireihig, spiralförmig oder oftmals auch in basalen Rosetten. Die Blattstiele besitzen einen drehrunden bis dreieckigen Querschnitt und weisen an der Basis eine Blattscheide ohne Öhrchen auf. Die Blattspreite ist linealisch, lanzettlich, eiförmig oder rhombisch und kann durchscheinende Punkte oder Linien aufweisen. Der Blattrand ist ganzrandig oder gewellt, die Spitze stumpf, spitz oder zugespitzt oder andersförmig abgeschnitten. Die Basis der Blattspreite ist entweder ohne Lappen spitz zulaufend oder mit abgeschnittenen Lappen versehen, pfeil- oder speerförmig. Die Aderung besteht aus parallelen Hauptadern und netzartigen Nebenadern.

### Blütenstände und Blüten

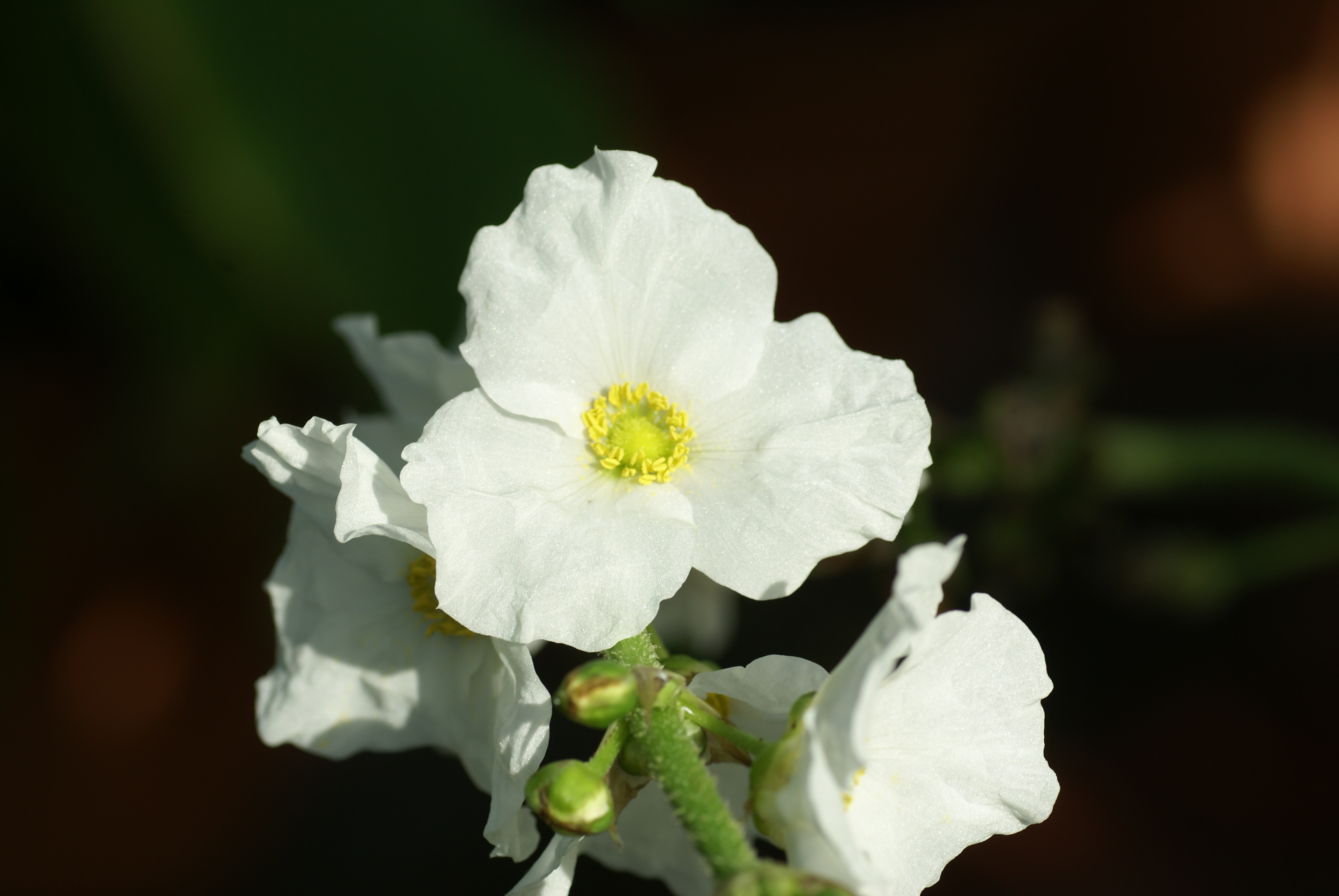
Ausschnitt eines Blütenstandes mit Blüte im Detail von Echinodorus floribundus (Syn.: Aquarius floribundus)

Die über einem Blütenstandsschaft meist aufrecht stehenden oder selten auch schwimmenden Blütenstände sind traubig oder durch quirlförmige Verzweigung rispig, selten sind sie auch doldig. Sie enthalten quirlig angeordnete Tragblätter, die linealisch, ganzrandig und nach vorn stumpf bis spitz sind.

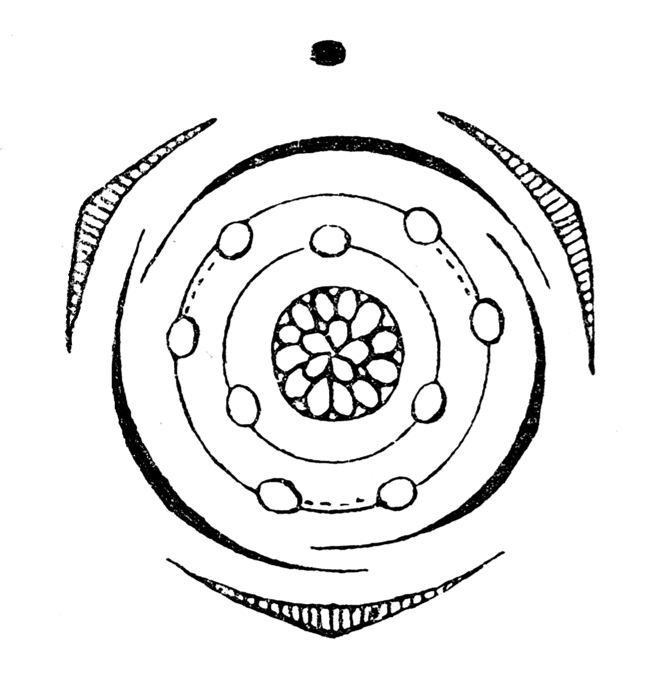
Blütendiagramm der Alismataceae am Beispiel der Grasartigen Schwertpflanze (Helanthium tenellum; Syn.: Echinodorus parvulus)

Die Blüten sind zwittrig oder eingeschlechtig, gelegentlich auch beides an einer Pflanze (Subdiözie). Wenn die Blüten eingeschlechtig sind, dann können die Arten einhäusig (monözisch) oder zweihäusig (diözisch) getrenntgeschlechtig sein. Die Blütenstiele sind sehr kurz bis lang.
Die radiärsymmetrischen Blüten sind dreizählig mit doppelter Blütenhülle. Die drei grünen und haltbaren Kelchblätter umschließen Blüte und Frucht oder stehen ausgebreitet bis zurückgebogen. Die drei weißen bis rosafarbenen, oder manchmal gelblichen Kronblätter sind zart und werden früh abgeworfen. Die Nektarproduktion kann an der Basis der Kronblätter, an Staubblättern oder aus Staminodien erfolgen.
Es sind ein oder zwei Kreise mit jeweils drei oder mehr untereinander freien Staubblätter vorhanden, die zentrifugal oder zentripetal gebildet werden. Die äußeren Staubblätter können zu Staminodien reduziert sein. Die Staubfäden sind relativ lang. Die an der Basis fixierten oder freistehenden Staubbeutel sind nach außen gewendet und öffnen sich durch Längsschlitze. Die Pollenkörner sind meist pantoporat und stachelig. Es werden drei sechs bis viele freie oder an ihrer Basis verwachsene Fruchtblätter gebildet, die in einem Kreis, spiralig oder unregelmäßig angeordnet sind. Jedes Fruchtblatt enthält eine (selten zwei) anatrope, an der Basis befindliche Samenanlagen, nur in der Gattung Damasonium werden zwei bis mehrere Samenanlagen mit marginaler Plazentation gebildet. Der endständig oder seitlich stehende Griffel endet in einer linealischen Narbe.

### Früchte und Samen
Die in Gruppen oder einem Kreis zusammenstehenden Früchte sind meist Nüsschen (Achänen), selten Steinfrüchte oder Balgfrüchte, die einen bis einige Samen enthalten. Sie stehen meist in Sammelfrüchten. Die Fruchtschale besitzt oft Drüsenhaare. Die U-förmigen Samen besitzen einen hufeisenförmigen Embryo und, wenn sie ausgereift sind, kein Endosperm.

### Chromosomen
Die Chromosomen sind 2,4 bis 14,4 µm lang. Als Chromosomengrundzahlen werden x = 5–13 angegeben, wovon 7, 8 und 11 am häufigsten vorkommen.

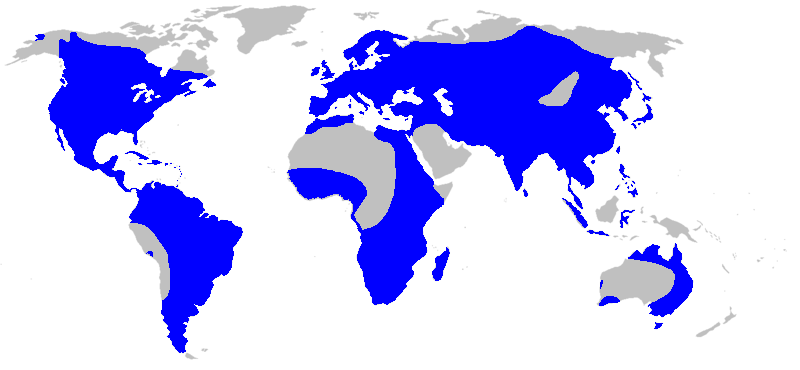
Verbreitungskarte der Familie Alismataceae

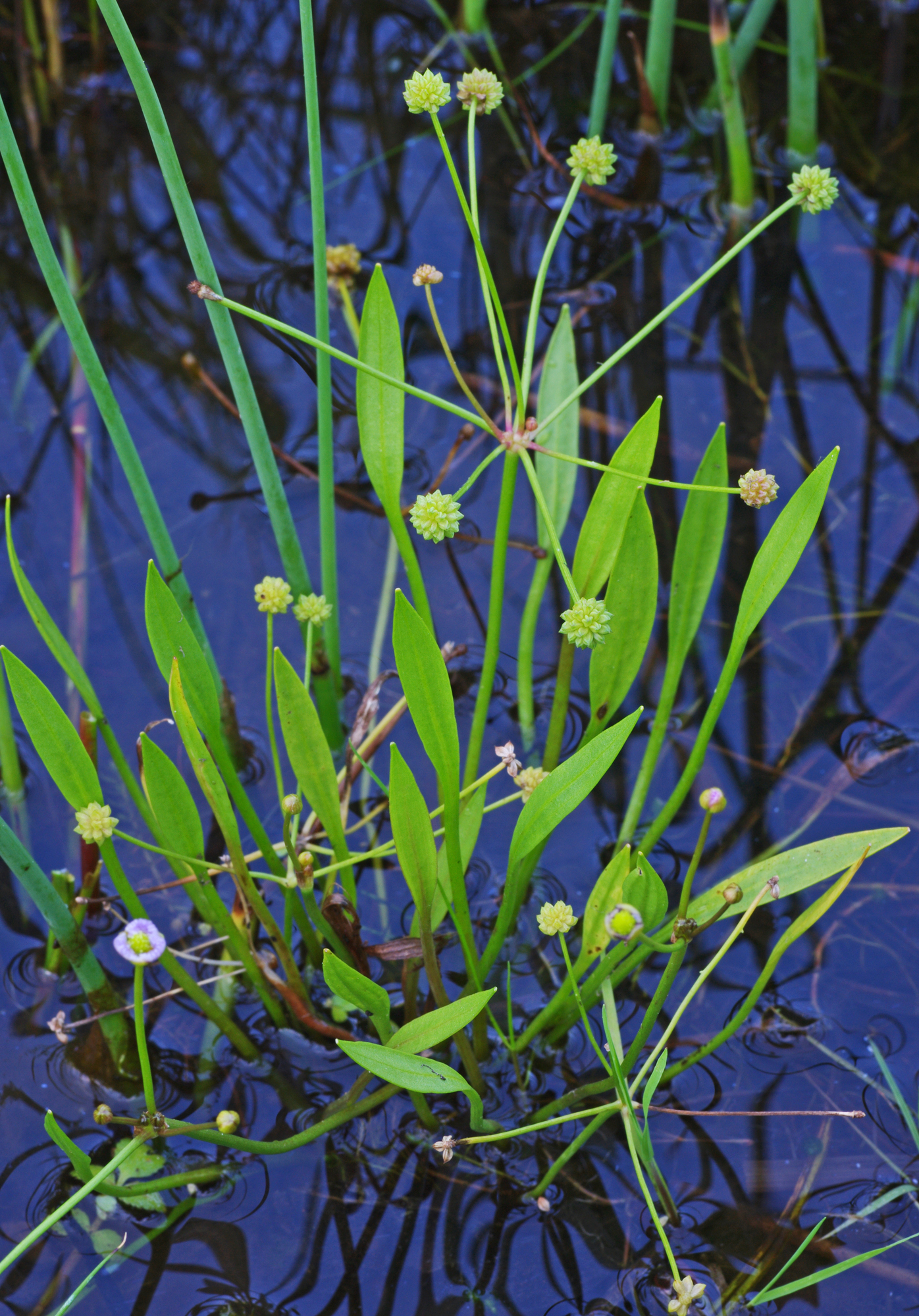
Gewöhnlicher Igelschlauch
(Baldellia ranunculoides)

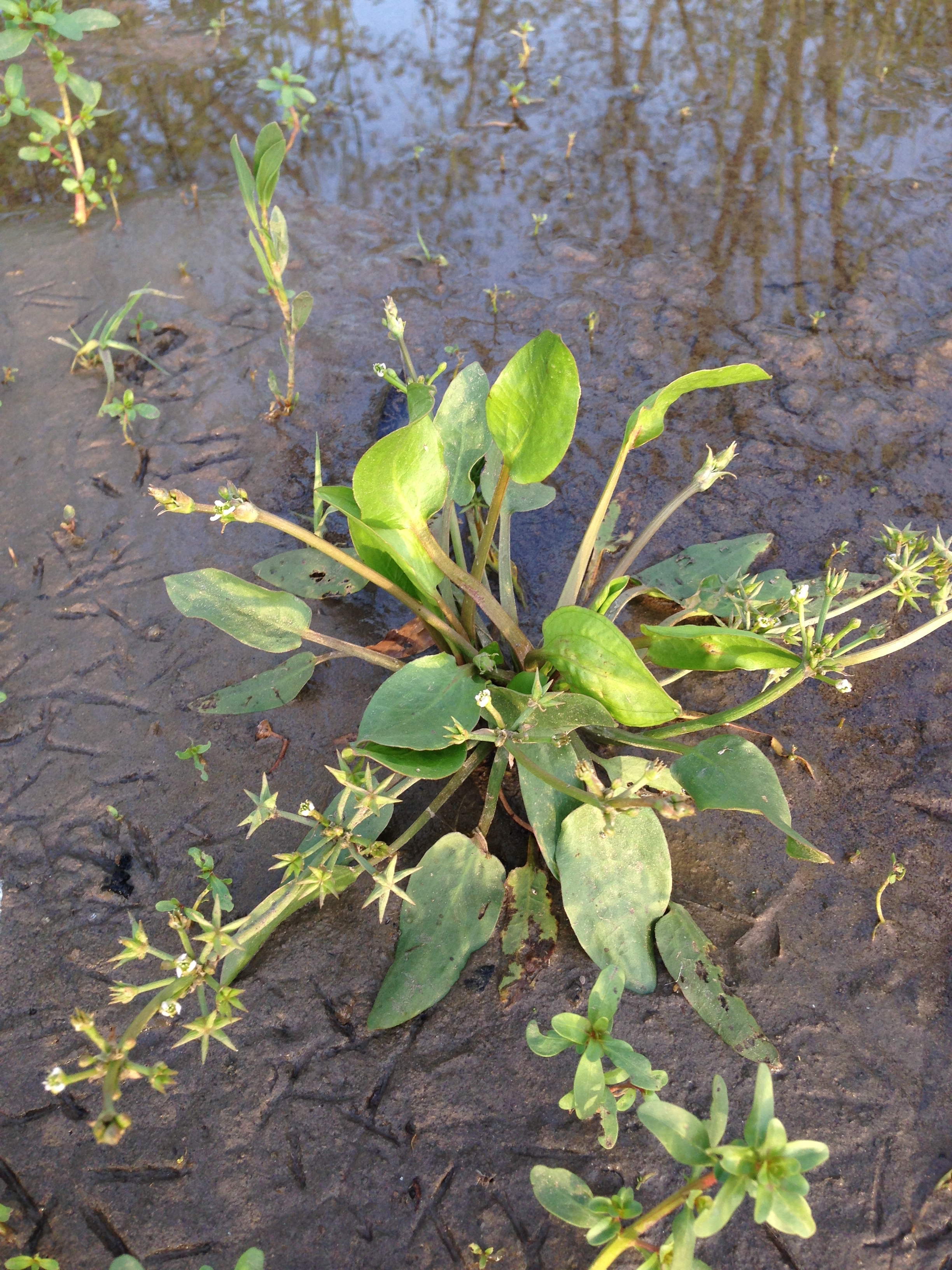
Damasonium alisma

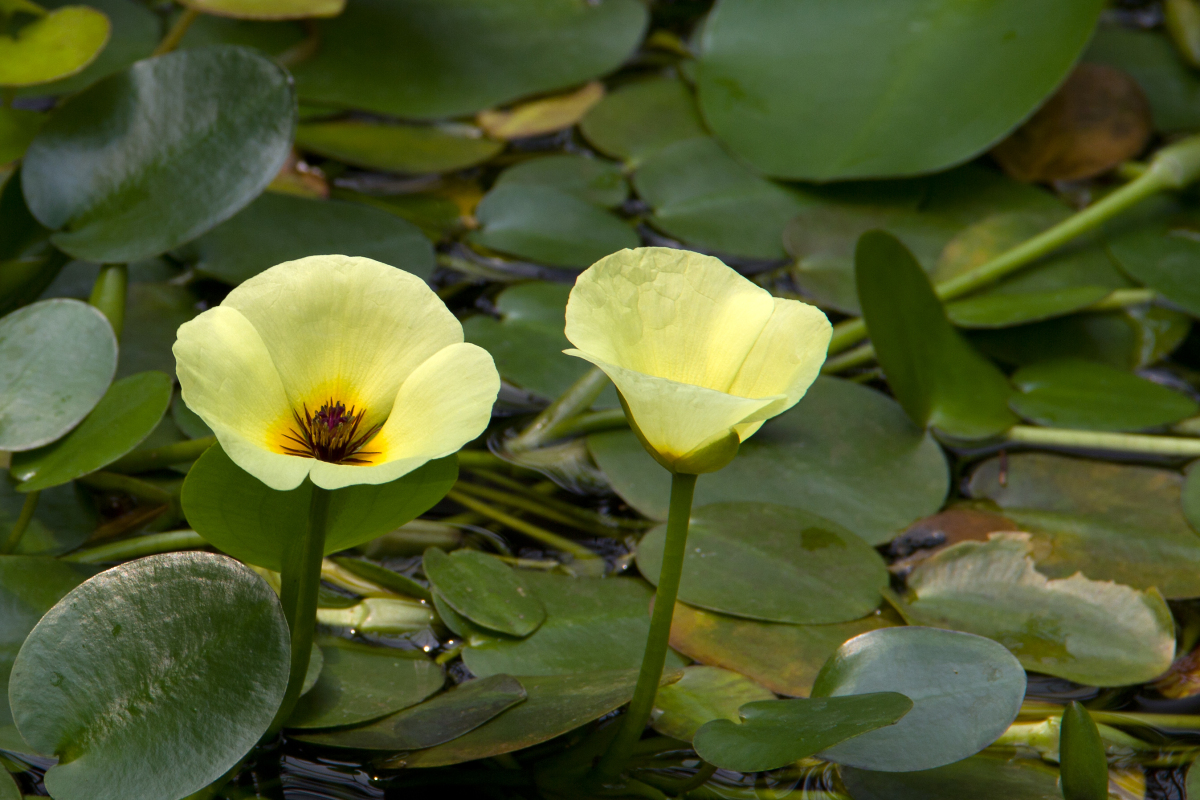
Hydrocleys nymphoides

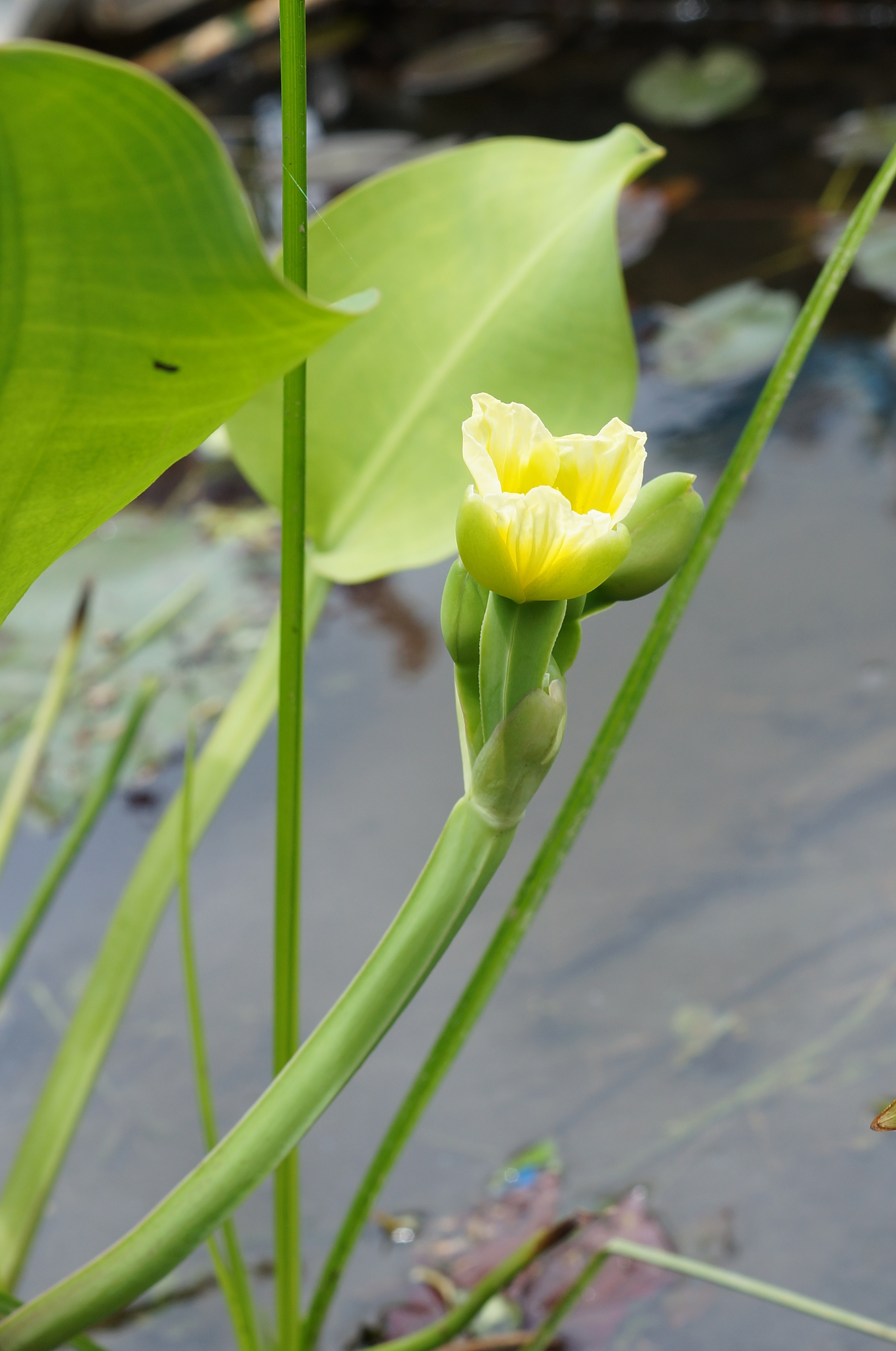
Sumpflieb (Limnocharis flava)

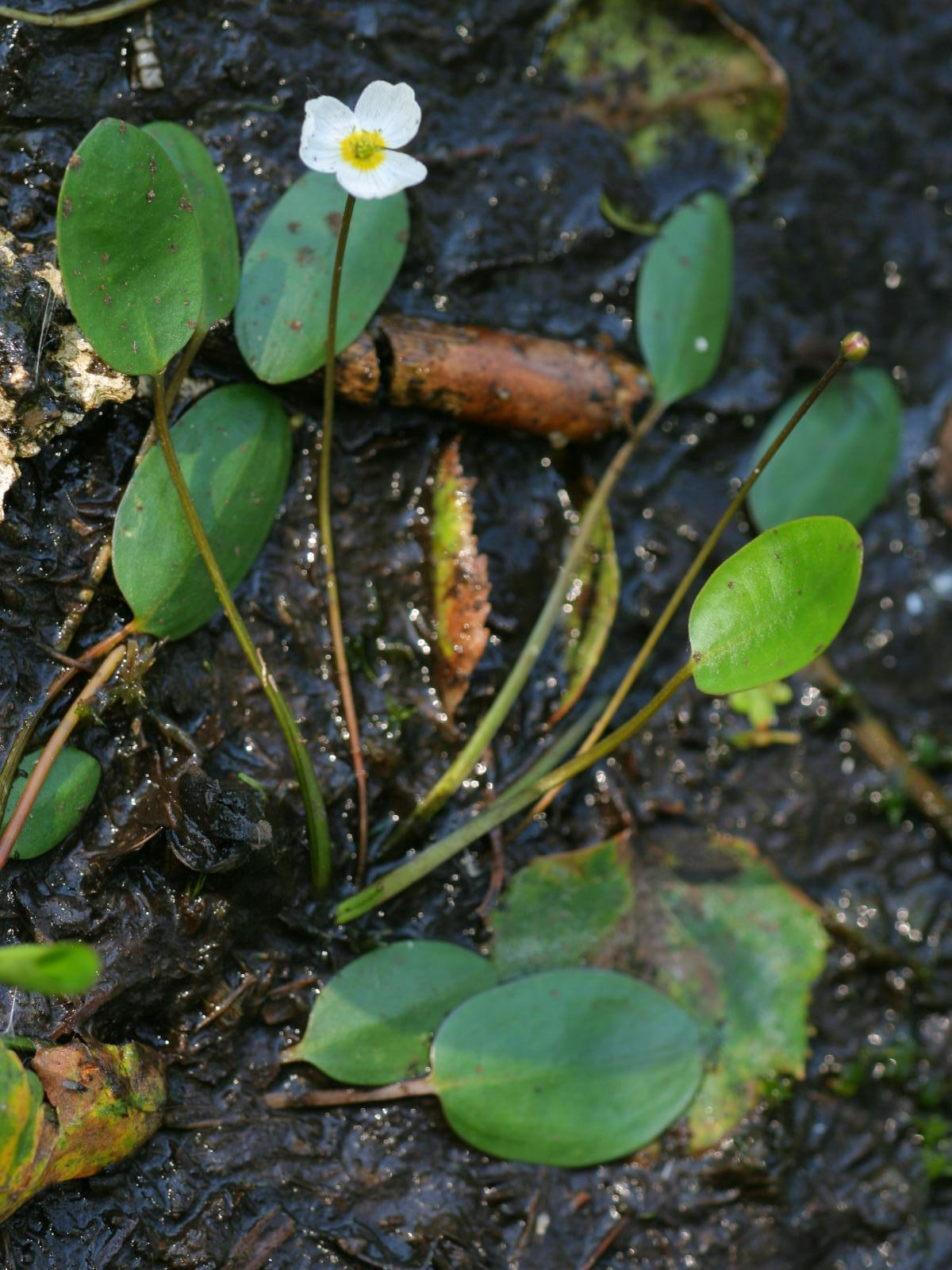
Froschkraut (Luronium natans)

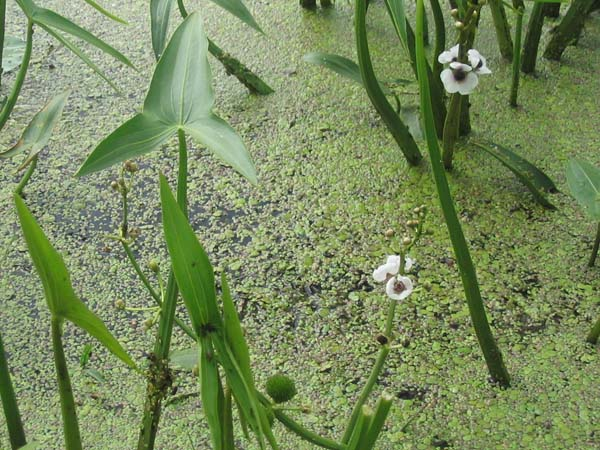
Gewöhnliches Pfeilkraut (Sagittaria sagittifolia)

## Systematik und Verbreitung
Die Familie der Alismataceae wurde 1799 durch Étienne Pierre Ventenat in Tableau du Regne Vegetal, 2, S. 157 aufgestellt. Typusgattung ist Alisma L. Die Gattungen der früher eigenständigen Familie Damasoniaceae Nakai und Wassermohngewächse (Limnocharitaceae Takht. ex Cronquist) werden jetzt entsprechend APG III den Alismataceae zugeordnet.
Die Familie der Alismataceae ist fast weltweit verbreitet, besonders aber auf der Nordhalbkugel, hauptsächlich in tropischen und subtropischen Gebieten.
Die Familie der Froschlöffelgewächse enthält 11 bis 16 Gattungen mit 81 bis 100 Arten:
- Albidella Pichon (manchmal in Echinodorus): Sie enthielt bis 2017 nur eine Art; jetzt vier Arten:[4][5]
  - Albidella acanthocarpa ((F.Muell.) Lehtonen): Sie kommt im nördlichen Australien vor.[5]
  - Albidella glandulosa ((Thwaites) Lehtonen): Sie kommt vom tropischen Westafrika bis zum Tschad, von Indischen Subkontinent bis Indochina und auf Java vor.[5]
  - Albidella nymphaeifolia (Griseb.)Pichon (Syn.: Echinodorus nymphaeifolius (Griseb.) Buchenau): Sie ist vom südöstlichen Mexiko bis Guatemala und Kuba verbreitet.[5]
  - Albidella oligococca ((F.Muell.) Lehtonen): Sie kommt in Queensland und auf Timor vor.[5]
- Froschlöffel (Alisma L., Syn.: Plantaginastrum Heist. ex Fabr.): Die etwa elf Arten gedeihen in Feuchtgebieten der gemäßigten bis subtropischen Gebiete der Nordhalbkugel und im tropischen Ostafrika verbreitet.[5]
- Aquarius Christenh. & Byng: Die 2018 neu aufgestellte Gattung umfasst etwa 26 Arten, die großenteils aus der Gattung Echinodorus oder Alisma ausgegliedert wurden.[5]
- Astonia S.W.L.Jacobs: Sie enthält nur eine Art:
  - Astonia australiensis (Aston) S.W.L.Jacobs (Syn.: Limnophyton australiense Aston): Sie kommt in Queensland nur auf der Cape York Halbinsel vor.[5]
- Igelschlauch (Baldellia Parl.): Es gibt nur drei Arten:[5]
  - Baldellia alpestris (Coss.) Laínz: Sie kommt nur auf der nordwestlichen Iberischen Halbinsel vor.[5]
  - Gewöhnlicher Igelschlauch (Baldellia ranunculoides (L.) Parl.): Sie ist mit zwei Varietäten in Europa, im Mittelmeerraum und auf den Azoren verbreitet.[5]
  - Baldellia repens (Lam.) Ooststr.: Sie ist mit drei Unterarten von den Kanarischen Inseln über das nordwestliche Afrika bis nach West- und Südwesteuropa verbreitet.[5]
- Burnatia Micheli (Syn.: Rautanenia Buchenau): Sie enthält nur eine Art:
  - Burnatia enneandra Micheli: Sie kommt im tropischen und im südlichen Afrika vor.[5]
- Butomopsis Kunth (Syn.: Tenagocharis Hochst.): Sie enthält nur eine Art:
  - Butomopsis latifolia (D.Don) Kunth: Sie kommt in tropischen Gebieten Nordafrikas, Asiens und im nördlichen Australien vor.[5]
- Herzlöffel (Caldesia Parl.): Die etwa drei bis vier Arten in Afrika, Asien, Australien und Europa verbreitet, darunter:
  - Gewöhnlicher Herzlöffel (Caldesia parnassiifolia (Bassi) Parl.): Er kommt in Europa, Afrika, Asien und im nördlichen Australien vor.[5]
- Damasonium Mill. (Syn.: Actinocarpus R.Br., Machaerocarpus Small): Die fünf bis sechs Arten sind von Westeuropa über den Mittelmeerraum bis zum nordwestlichen Iran sowie Sibirien, in den westlichen USA und in Australien verbreitet.[4][5]
- Schwertpflanzen, auch Igelschlauch genannt (Echinodorus Rich. ex Engelm.): Die etwa 26[6] (bis über 60 Arten) sind in der Neuen Welt verbreitet.[5] Zahlreiche Arten werden aber von manchen Autoren seit 2018 auch in eine Gattung Aquarius Christenh. & Byng ausgegliedert.[5] Dann umfasst die Gattung Echinodorus nur noch eine Art:
  - Zellophanpflanze (Echinodorus berteroi (Spreng.) Fassett): Sie kommt von den zentralen Vereinigten Staaten bis Südamerika vor.[5]
- Helanthium (Engelm. ex Benth. & Hook.f.) J.G.Sm.: Die etwa drei Arten sind in der Neuen Welt verbreitet[5]:
  - Zwerg-Schwertpflanze (Helanthium bolivianum (Rusby) Lehtonen & Myllys)
  - Grasartige Schwertpflanze (Helanthium tenellum (Mart. ex Schult.f.) J.G.Sm.)
  - Helanthium zombiense (Jérémie) Lehtonen & Myllys: Sie kommt in Jamaika und auf Guadeloupe vor.[5]
- Wassermohn (Hydrocleys Rich., Syn.: Ostenia Buchenau): Die etwa fünf neotropischen Arten sind von Mexiko über Mittel- bis Südamerika verbreitet.[5]
- Limnocharis Bonpl.: Sie enthält etwa zwei Arten:
  - Sumpflieb (Limnocharis flava (L.) Buchenau, Syn.: Alisma flavum L., Limnocharis emarginata Humb. & Bonpl.): Die ursprüngliche Heimat ist Mexiko und das tropische Amerika.[5] Die Art ist in vielen Gebieten der Welt, besonders in Asien, ein Neophyt.[5]
  - Limnocharis laforestii Duchass. ex Griseb.: Sie ist von Mexiko bis zum tropischen Amerika weit verbreitet.[5]
- Limnophyton Miq.: Die etwa drei Arten sind im tropischen Afrika und Asien verbreitet.[5]
- Froschkraut (Luronium Raf.): Sie enthält nur eine Art:
  - Froschkraut (Luronium natans (L.) Raf.): Sie kommt nur von Westeuropa bis zur Ukraine vor.[5]
- Ranalisma Stapf: Die nur etwa zwei Arten sind hauptsächlich in Asien, aber auch in tropischen und subtropischen Gebieten Afrikas verbreitet.[5]
- Pfeilkraut (Sagittaria L., Syn.: Diphorea Raf., Drepachenia Raf., Lophiocarpus (Kunth) Miq. nom. illeg., Lophotocarpus T.Durand, Michelia T.Durand nom. inval., Hydrolirion H.Lév.): Die etwa 39 Arten sind weltweit verbreitet.[5]
- Wiesneria Micheli: Die etwa drei Arten sind im tropischen Afrika bis Botswana, in Madagaskar und südlichen Indien verbreitet.[5]